# Khawkinea hallii
Khawkinea hallii, secondo una classificazione filogenetica (Jahn & McKibben, 1937) è una specie del supergruppo Excavata appartenente alla famiglia Astasiaceae.

## Caratteristiche
Khawkinea hallii vive esclusivamente in acqua dolce, ed è stata scoperta da Jahn & McKibben nel 1937, in un ammasso di foglie putride in Connecticut, USA.
Altri ritrovamenti sono avvenuti in Gran Bretagna e Irlanda..
Si tratta della prima specie di Khawkinea scoperta, nel 1937, dunque un olotipo del genere stesso, anche se a suo tempo fu classificata in un genere differente.
Si tratta di organismi fusiformi, con membrana cellulare striata a spirale e plastica, come nei vegetali.
Il flagello è leggermente più lungo del corpo, e inoltre presenta uno stigma di 2-3 µm di diametro, con colore che varia da giallo-arancio ad arancio-rossastro, composto da molti granuli.
Si sono rilevti anche numerosi (25-100) corpi paramylum ellittici o poliedrici.
Si ritrova spesso in ammassi di foglie putride, e ha una modalità di alimentazione saprozoica, ovvero assorbe per osmosi i suoi nutrienti.
Viene descritto come un flagellato euglenoide incolore simile all'Astasia ocellata (Khawkine). Ritrovata in ammassi di foglie putride nel Connecticut. Il tipo di inserzione del flagello (biforcato alla base con rigonfiamento flagellare) indica che è più strettamente imparentato con il genere Euglena che con il genere Astasia. Sia individui binucleati che anucleati sono stati trovati in colture prive di batteri in peptone e Na-acetato, ma non in infusioni di fieno batterizzato o in colture prive di batteri in terreno peptonico semplice. Dall'osservazione dei violenti movimenti metabolici che talvolta precedono la divisione nel mezzo di acetato e dallo studio delle preparazioni colorate era evidente che le cellule binucleate si erano formate per divisione anormale piuttosto che per copulazione.

## Classificazioni alternative
Una classificazione ormai obsoleta inserisce questo genere nella sottofomaglia delle Euglenoideae, famiglia delle Euglenacee, ordine Euglenales, sottoclasse Euglenophycidae, classe Euglenophyceae, superclasse Spirocuta, infraphylum Dipilida, subphylum Euglenoida, phylum Euglenozoa, sottoregno Eozoa, Regno Protozoa, finché non si è scoperto che tali gruppi sono parafiletici.
Alcuni autori lo classificano nel genere Astasia, famiglia delle Astasiidae, sottordine Rhabdomonadina, ordine Rhabdomonadina, sottoclasse Anisonemia, classe Peranemea, superclasse Spirocuta, infraphylum Dipilida, subphylum Euglenoida, phylum Euglenozoa, sottoregno Eozoa, Regno Protozoa, anche questa classificazione risulta essere parafiletica.